# Abtei Fécamp

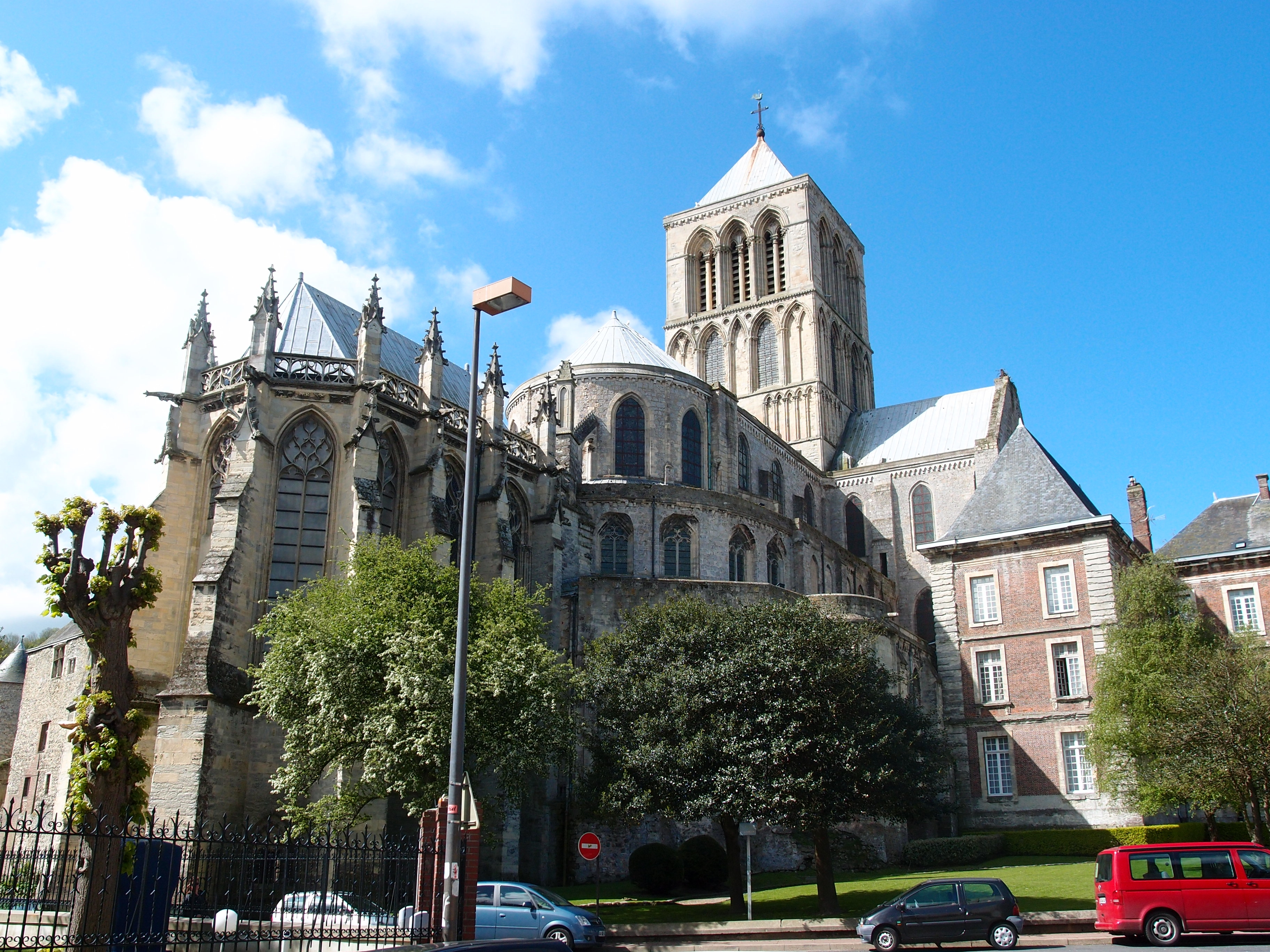
Chor und Vierungsturm der Abteikirche

Die Abtei La Trinité de Fécamp (lat. Abbatia Sancta Trinitatis Fiscampus oder Fiscamnensis) ist eine ehemalige Benediktiner-Abtei in der Stadt Fécamp (Département Seine-Maritime, Normandie). Die Abtei ist seit 1840 als Monument historique klassifiziert.

## Geschichte
Die Abtei stammt aus dem 7. Jahrhundert und entstand aus einer Mönchsgemeinschaft um eine Heilig-Blut-Reliquie. Der Bau einer Kirche begann im Jahr 659, die Weihe erfolgte sechs Jahre später. Im Mai 841 wurde die Abtei Opfer eines Überfalls der Wikinger.
Im Jahr 1000 begann der in Fécamp geborene Herzog Richard I. mit dem Wiederaufbau des Klosters. Sein Sohn Richard II. bat den Klosterreformator Wilhelm von Dijon um Hilfe bei der Wiederherstellung der monastischen Gemeinschaft. Wilhelm reiste mit Mönchen nach Fécamp, denen er das Kloster nach der Benediktinerregel anvertraute. Über die Abteikirche, von der nichts geblieben ist, berichtet Dudo von Saint-Quentin, sie habe mehrere Türme, sei sowohl aus Natursteinen als auch aus Ziegelsteinen gebaut, außen geweißt und innen bemalt. Wilhelm von Dijon, der 1031 in Fécamp starb, wurde in der Kirche bestattet. Sein Schüler, der bedeutende Theologe Johannes von Fécamp, leitete die Abtei von 1028 bis 1079.
Herzog Wilhelm, der spätere Eroberer Englands, feierte im Jahr 1066 in Fécamp das Osterfest, nachdem Johannes von Fécamp die Finanzierung des Feldzugs gesichert hatte. Ab dem Jahr 1106 wurde die Abtei vergrößert; sie fiel jedoch 62 Jahre später einem Brand infolge eines Blitzschlags zum Opfer. Eine neue Kirche im gotischen Stil wurde im 13. Jahrhundert fertiggestellt.
Während der Französischen Revolution wurde die Abtei geplündert und von den Mönchen verlassen.

## Architektur

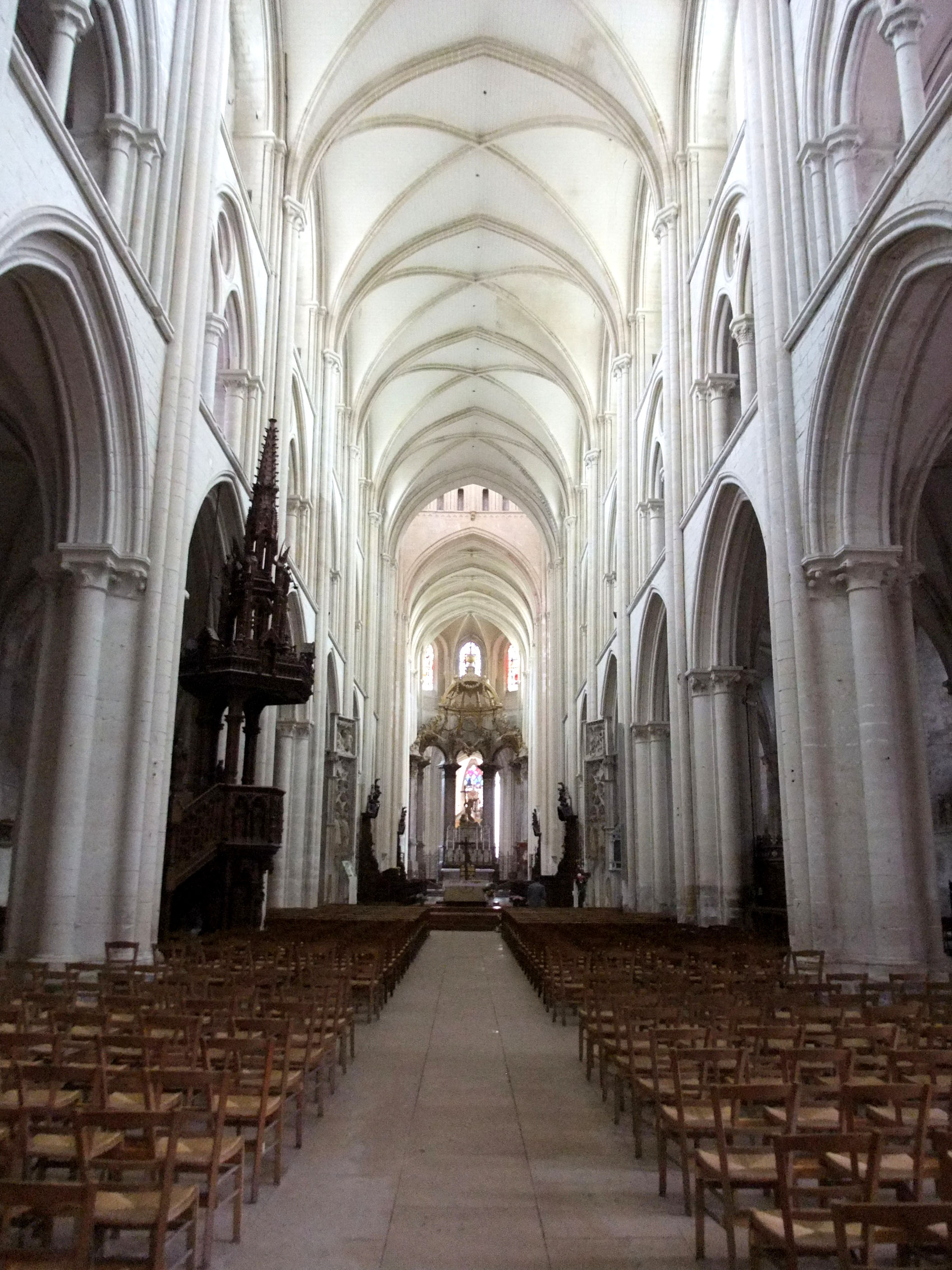
Kirchenschiff und Chor

Der in den Jahren zwischen 1170 und 1220 errichtete heutige Kirchenbau gehört zu den entwicklungsgeschichtlich bedeutendsten und interessantesten Beispielen der Übergangszeit von der Romanik zur frühen Gotik in der Normandie. Von dem im Jahr 1099 geweihten Vorgängerbau blieb wenig, denn er brannte im Jahr 1168 ab; übrig geblieben sind nur zwei Kapellen auf der Nordseite des bereits im Jahr 1106 geweihten Chorumgangs, dem ältesten der Normandie. Unmittelbar danach begann ein Neubau in den Stilformen der beginnenden Gotik. Der von Pilgerströmen zusammengetragene Reichtum der Abtei erlaubte einen für mittelalterliche Verhältnisse raschen Baufortschritt. Vor 1219 wurde mit den fünf westlichen Jochen des Langhauses der Bau im Wesentlichen abgeschlossen, sie zeigen mit schlanken Formen in den Pfeilerquerschnitten und den Arkaden der Emporen eine weiter entwickelte Stilstufe als die fünf östlichen Joche. Die ungewöhnliche Länge des Kirchenschiffs (es ist zwei Meter länger als das von Notre-Dame in Paris) und Architekturelemente wie der Chorumgang sind ebenfalls mit der Rolle des Gebäudes als Pilgerkirche zu erklären. Chor und Querhaus gehören noch dem 12. Jahrhundert an. Typisch für normannische Baugewohnheiten ist der durchlichtete, ca. 65 Meter hohe Laternenturm über der Vierung.
Die Marienkapelle hinter dem Chorscheitel wurde gegen Ende des 15. Jahrhunderts hinzugefügt. Um die Mitte des 18. Jahrhunderts ersetzte man den Westbau durch eine Fassade im klassischen Stil des französischen Barock mit den Statuen der Herzöge Richard I. und Richard II., der für die Abtei wichtigsten Stifter, die auch im südlichen Querschiff der Kirche bestattet sind.

## Ausstattung
Die Ausstattung stammt aus verschiedensten Epochen. In der Marienkapelle hat man die Glasfenster des 13. Jahrhunderts zusammengetragen; aus dem 16. Jahrhundert stammen die Glasmalereien mit Darstellungen der Dreifaltigkeit, der hll. Taurinus von Évreux und Susanna von Rom, deren Schöpfer wohl Arnold von Nijmegen war, ein bedeutender Glasmaler aus Nijmegen. Aus der Renaissance stammt auch der Hauptaltar. Bemerkenswert ist die Figurengruppe der Grablegung Christi an der Chorschranke. Im 18. Jahrhundert wurden der Altarbaldachin und das Gestühl in den Chor gesetzt.

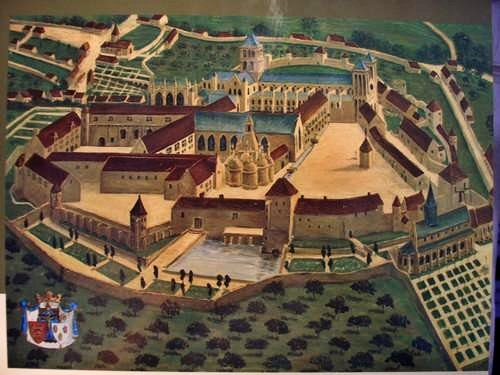
Ansicht der Abtei (13. Jh.)
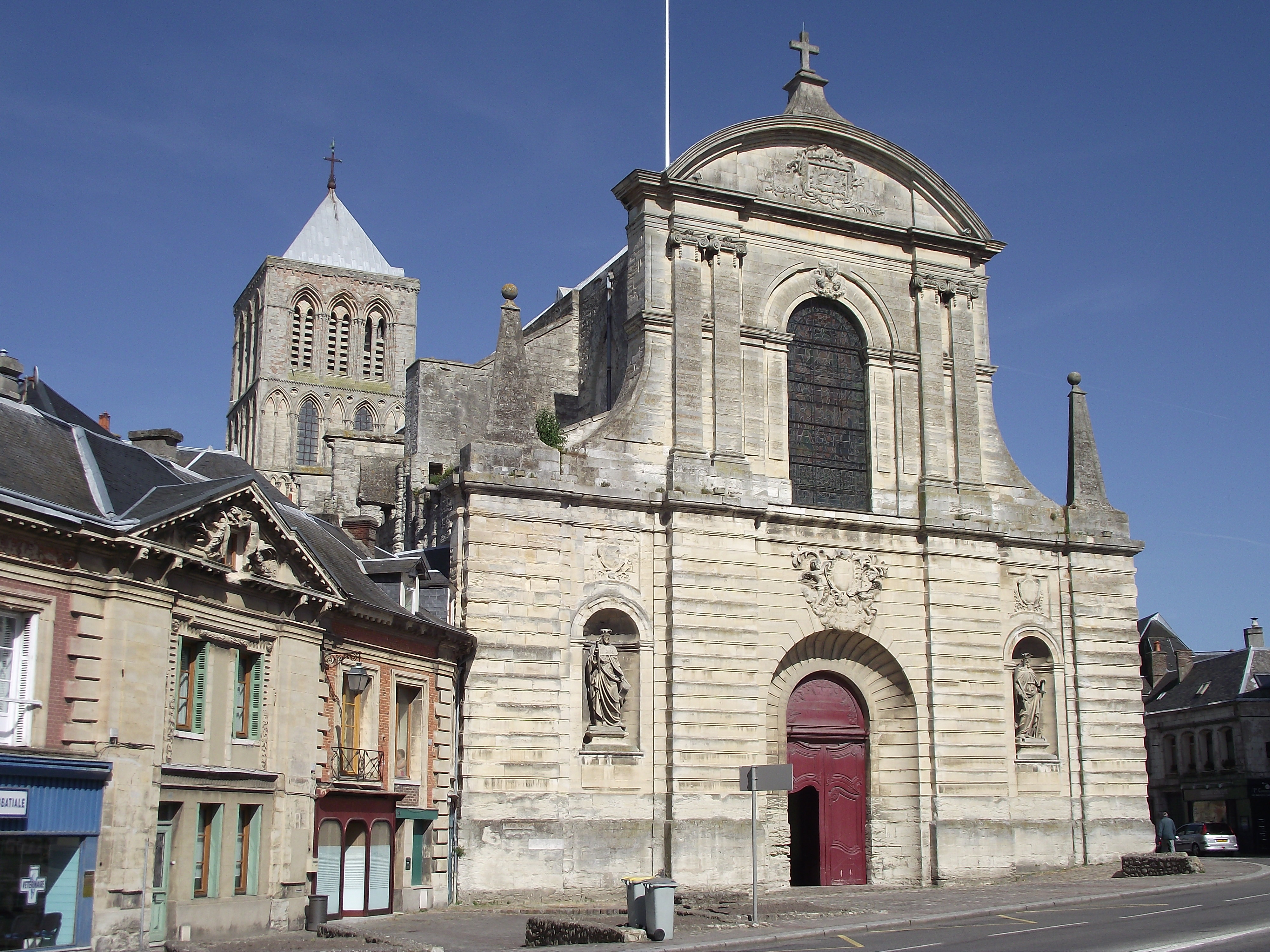
Fassade
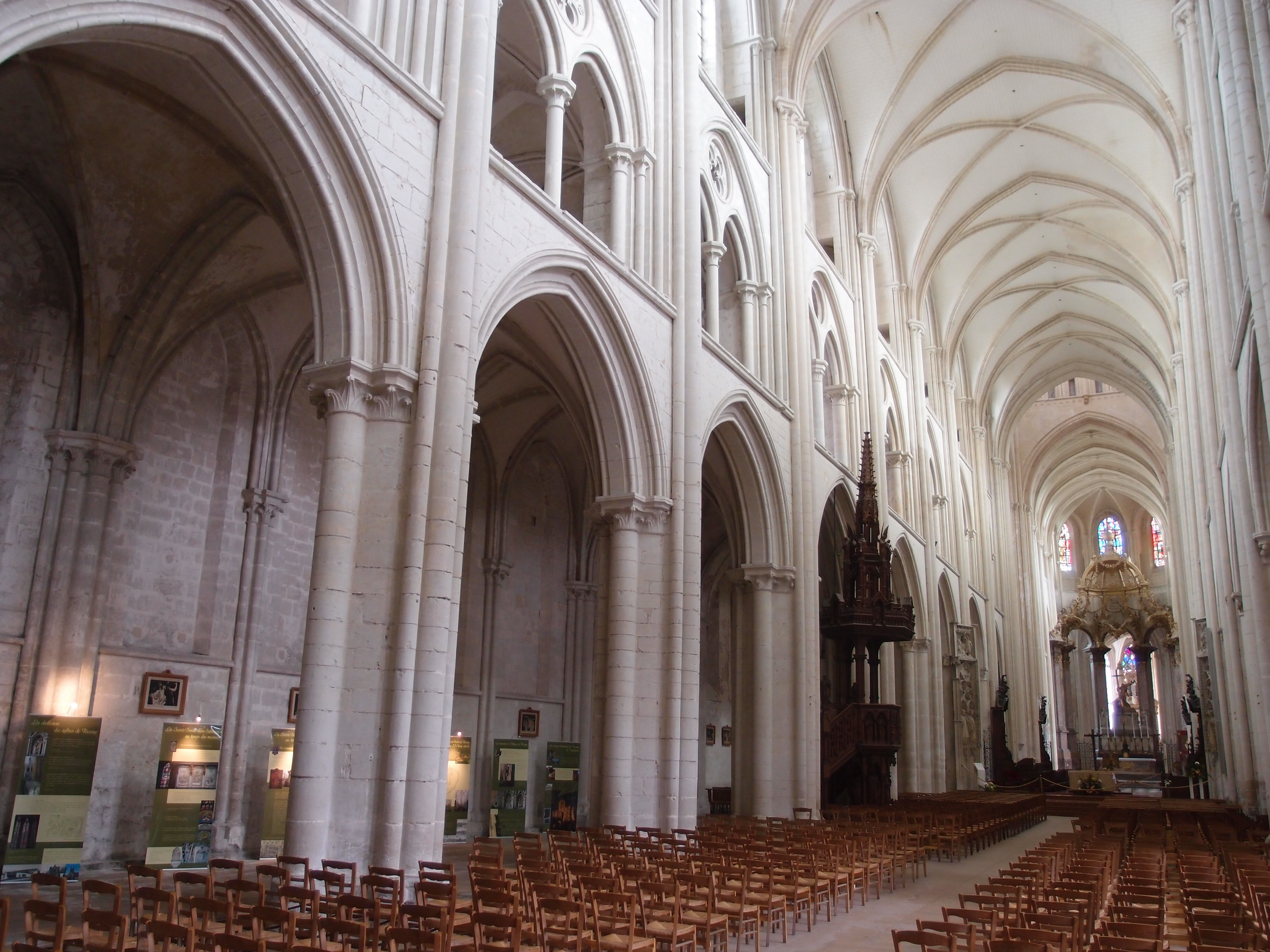
Mittel- und Seitenschiff
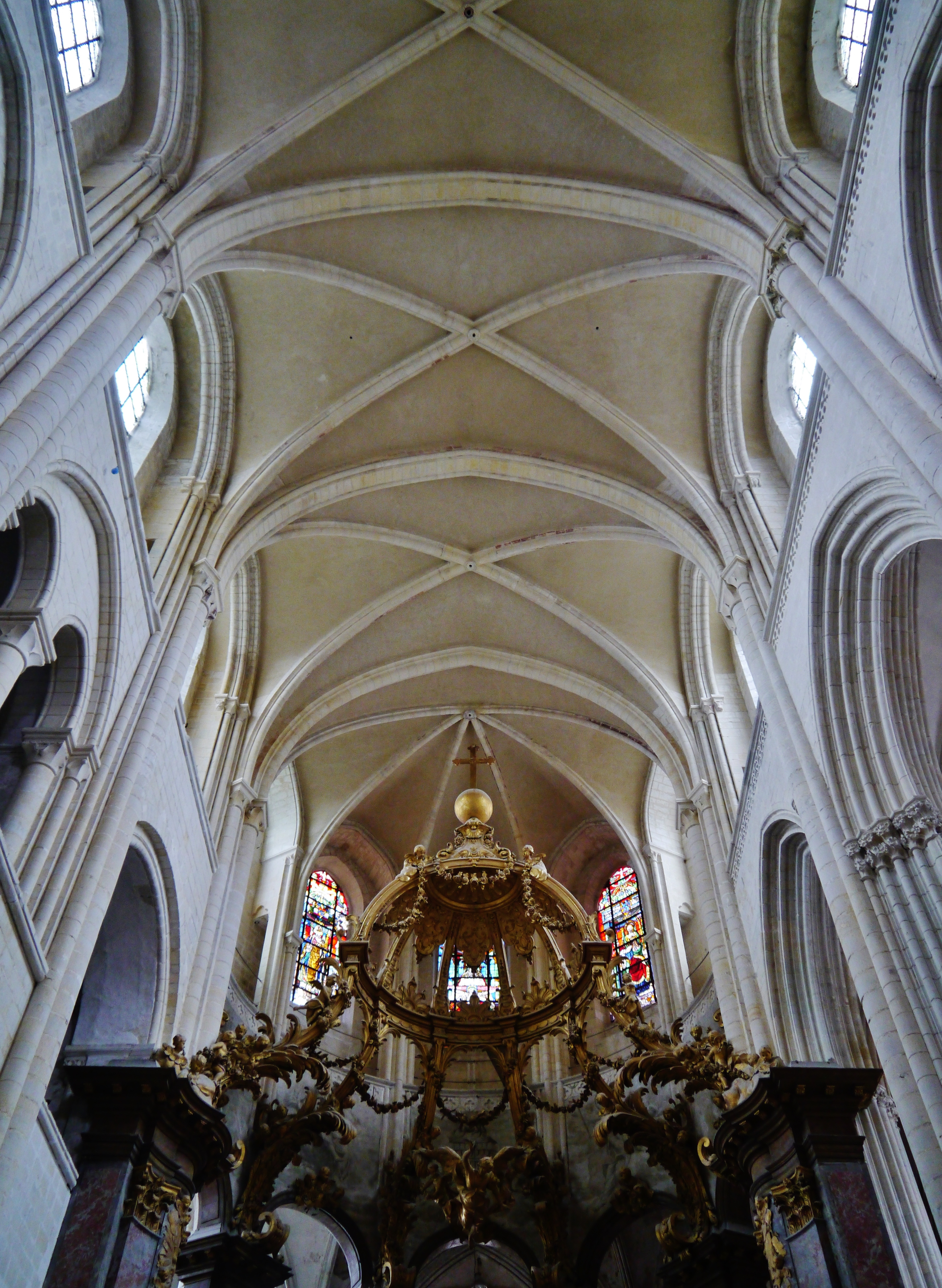
Chor mit Altarbaldachin
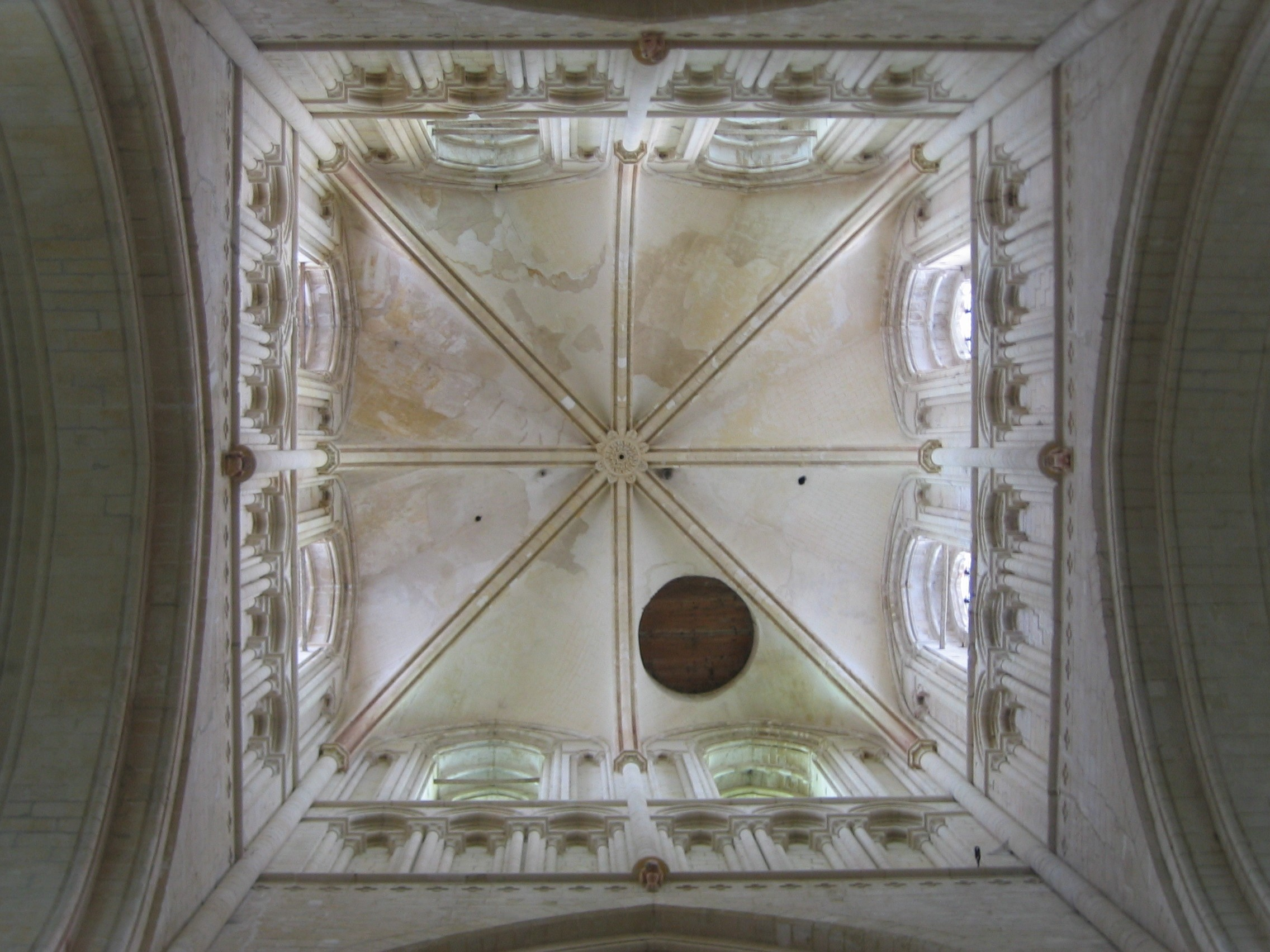
Vierungsturm (innen)
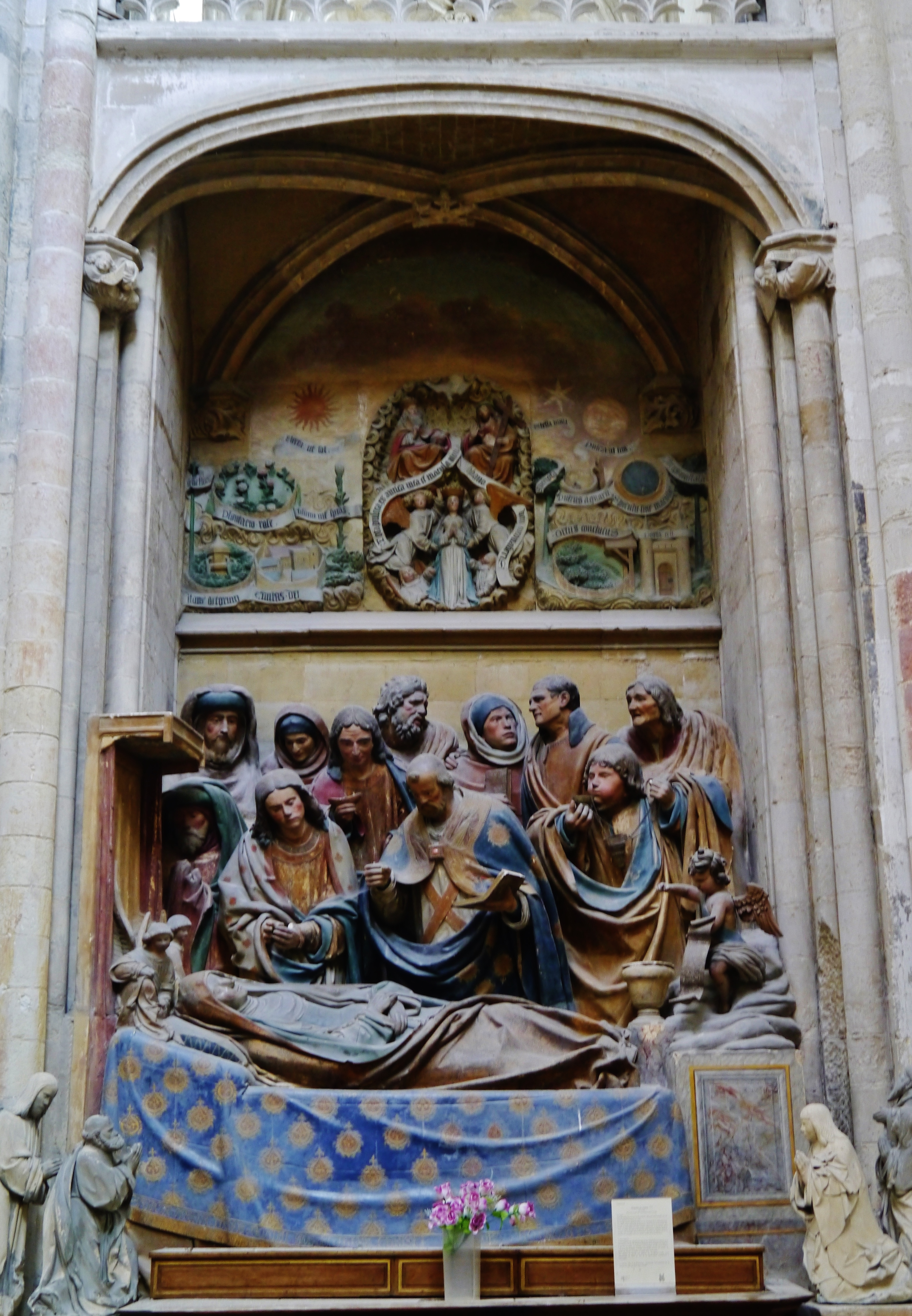
Grablegung Christi

## Äbte
- 1001–1029: Wilhelm I. von Dijon
- 1029–1080: Jean I. d’Allie
- 1080–1107: Guillaume II. de Ros
- 1108–1139: Roger d’Argences
- 1139–1187: Henri de Sully
- 1187–1190: Vakanz
- 1190–1219: Raoul d’Argences
- 1220–1222: Richard I. d’Argences
- 1222–1227: Richard II. Morin de Paluel
- 1227–1259: Guillaume III. de Vaspail
- 1259–1284: Richard III. de Treigos
- 1285–1296: Guillaume IV. de Putot
- 1296–1307: Thomas de Saint-Benoît
- 1308–1326: Robert I. de Putot
- 1326–1328: Pierre I. Roger (der spätere Papst Clemens VI.)
- 1329–1329: Philippe I. de Bourgogne
- 1329–1332: Robert II. de Breschy
- 1332–1334: Guillaume V. Bourget
- 1334–1343: Guillaume VI. Chouquet
- 1343–1357: Nicolas de Nanteuil
- 1357–1372: Jean II. de La Grange, 1375 Kardinal
- 1372–1381: Philippe II. du Fossé
- 1381–1390: Pierre II. Cervaise de Riville
- 1390–1423: Estod d’Estouteville de Torcy
- 1423–1444: Gilles de Duremont
- 1444–1465: Jean III. de La Haulle de Grémonville
- 1465–1482: Jean IV. Balue, 1467 Kardinal
- 1482–1504: Antoine I. de La Haye de Passavant
- 1504–1505: Antoine II. Le Roux
- 1505–1519: Antoine III. Bohier, 1514 Erzbischof von Bourges, 1517 Kardinal
- 1519–1525: Adrien Gouffier de Boissy, Kardinal
- 1525–1550: Jean V. de Lorraine, 1518 Kardinal, 1524 Erzbischof von Narbonne, 1533 Erzbischof von Reims, 1537 Erzbischof von Lyon,
- 1550–1574: Charles I. de Lorraine, 1538 Erzbischof von Reims, 1547 Kardinal
- 1574–1588:  Louis I. de Lorraine, 1574 Erzbischof von Reims, 1578 Kardinal
- 1588–1603: Aymard de Clermont-Chaste
- 1603–1615: François I. de Joyeuse, 1583 Kardinal, Erzbischof von Narbonne, Toulouse und Rouen
- 1615–1617: Vakanz
- 1617–1642: Henri II. de Guise, 1629 Erzbischof von Reims, 1640 Herzog von Guise
- 1642–1668: Henri III. de Bourbon-Verneuil
- 1669–1672: Johann VI. Kasimir Vasa, 1648–1668 König von Polen und Großfürst von Litauen
- 1672–1674: Vakanz
- 1674–1694: Ludwig II. Anton von Pfalz-Neuburg, 1691 Bischof von Worms
- 1694–1698: Vakanz
- 1698–1731: François  Paul de Neufville de Villeroy, 1715 Erzbischof von Lyon
- 1731–1745: Vakanz
- 1745–1761: Claude-François de Montboissier de Canillac de Beaufort
- 1761–1777: Charles II. Antoine de La Roche-Aymon, Erzbischof von Narbonne, 1763 Erzbischof von Reims, 1771 Kardinal
- 1778–1791: Dominique de La Rochefoucauld, 1778 Kardinal, 1747 Erzbischof von Albi, 1759 Erzbischof von Rouen